# Elezioni parlamentari in Polonia del 1989
Le elezioni parlamentari in Polonia del 1989 si tennero il 4 giugno (primo turno) e il 18 giugno (secondo turno) per l’elezione del Sejm e del Senato.
Le consultazioni furono indette in seguito ad un accordo, siglato il precedente 5 aprile, tra il Partito Operaio Unificato Polacco e Solidarność, che divenne un partito legalmente riconosciuto.
Fattualmente, alle elezioni, furono assegnati mediante suffragio popolare tutti i seggi del ricostituito Senato della Polonia, nonché il 35% dei seggi del Sejm, mentre il restante 65% dei seggi fu riservato al Partito Comunista e ai suoi partiti satelliti; inoltre, tutti i 35 seggi delle liste nazionali furono riservati a candidati che avevano raggiunto una certa quota di sostegno. Fu deciso questo per assicurare che fossero eletti i più importanti leader di partito.
La Polonia non aveva avuto una vera e propria elezione libera dagli anni venti, pertanto non vi erano precedenti da tenere in considerazione. Era chiaro che i comunisti non erano popolari, ma non vi erano numeri che permettessero di prevedere di quanto il loro consenso fosse crollato. Il governo comunista deteneva ancora il controllo sulla maggior parte dei media e sulle personalità più influenti. Alcuni membri dell'opposizione erano preoccupati che queste tattiche avrebbero apportato voti ai comunisti dalle classi meno istruite, per dare ai comunisti la legittimità che si erano costruiti da soli.
Le elezioni segnarono la vittoria schiacciante di Solidarność: il 99% dei seggi del Senato e il 35% dei seggi possibili al Sejm. Sui possibili 100 seggi al Senato, 99 furono ottenuti da Solidarność e 1 da un senatore non di parte. Sui 35 seggi al Sejm attribuiti alle liste nazionali, solo uno fu conquistato dal candidato del Partito, e uno da un partito satellite, mentre i rimanenti furono assegnati a Solidarność al secondo turno. Sui 161 senatori eleggibili, Solidarność ne ottenne in complesso 160.
La partecipazione al voto fu sorprendentemente bassa: solo il 62,7% degli aventi diritto votò al primo turno e il 25% al secondo. Bisogna notare che il risultato fu una grande sorpresa sia per il Partito che per Solidarność. Solo pochi giorni prima del 4 giugno il Comitato Centrale del Partito stava discutendo di una possibile reazione del mondo occidentale se Solidarność non avesse ottenuto nemmeno un voto. Nello stesso tempo, i leader di Solidarność cercavano di preparare una serie di regole per i membri del parlamento non comunisti nel Sejm dominato dal comunismo, dato che si aspettavano che Solidarność non potesse conquistare più di 20 seggi.
Anche se le elezioni non furono interamente democratiche, spianarono la strada alla creazione del governo di Tadeusz Mazowiecki e alla transizione pacifica alla democrazia, che fu confermata con le elezioni parlamentari del 1991.